# 23 Orionis
23 Orionis, som är stjärnans Flamsteed-beteckning är en dubbelstjärna i den mellersta delen av stjärnbilden Orion. Den har en kombinerad skenbar magnitud på ca 4,99 och är svagt synlig för blotta ögat där ljusföroreningar ej förekommer. Baserat på parallax enligt Gaia Data Release 2 på ca 2,7 mas, beräknas den befinna sig på ett avstånd på ca 1 200 ljusår (ca 370 parsek) från solen. Den rör sig bort från solen med en heliocentrisk radialhastighet av ca 18 km/s och ingår i Orion OB1 Associationen, undergrupp 1a.

## Egenskaper
Primärstjärnan 23 Orionis A är en blå till vit stjärna i huvudserien av spektralklass B1 V. Den har en massa som är ca 13 solmassor, en radie som är ca 7solradier och utsänder ca 26 500 gånger mera energi än solen från dess fotosfär vid en effektiv temperatur på ca 25 400 K.
23 Orionis A katalogiseras av Howe och Clarke (2009) som en dubbelsidig spektroskopisk dubbelstjärna med en bred projicerad separeration av 9 460 AE. År 2018 hade de en vinkelseparation av 31,9 bågsekunder vid en positionsvinkel på 30°.
Följeslagaren, 23 Orionis B med skenbar magnitud 6,76, är en stjärna av spektralklass B3 V och har en massa som är ca 7 solmassor, en radie som är ca 5 solradier och utsänder ca 1 620 gånger mera energi än solen från dess fotosfär vid en effektiv temperatur på ca 18 700 K. Båda stjärnorna har en hög projicerad rotationshastighet.